# Joseph Risser
Joseph Ch. Risser (* 6. August 1892 in Des Moines, Iowa; † 11. März 1982 in Pasadena, Kalifornien) war ein US-amerikanischer Chirurg.
Verdient gemacht hat sich dieser Arzt um die Behandlung der Wirbelsäulenverkrümmung (Skoliose). Auf ihn geht der redressierende Risser-Gips zurück, der mit Pelotten auf Lendenwulst und Rippenbuckel einwirkt, um die Verkrümmung der Wirbelsäule zu korrigieren. Angelegt wird dieser Gips in einem „Risser-Rahmen“, einem 2 m langen und jeweils 1 m hohen und breiten Stahlrohrgestell, in dem der Patient während des Gipsens frei schwebend gelagert wird.

## Risser-Zeichen
Das nach ihm benannte Risser-Zeichen bewertet die Verknöcherung der Apophyse am Darmbeinkamm. Es gibt einen Anhaltspunkt für die noch zu erwartende Formbarkeit der Wirbelsäule und das noch zu erwartende Wachstum, vergleiche auch Bestimmung des Knochenalters.
Die Einteilung erfolgt in sechs Stadien:
- Risser 0: Beckenkammapophyse noch nicht verknöchert
- Risser I: Apophyse am äußeren Rand der Beckenschaufel
- Risser II: Apophyse Hälfte der Beckenschaufel
- Risser III: Apophyse 3/4 der Beckenschaufel
- Risser IV: Apophyse entlang der gesamten Beckenschaufel abgrenzbar
- Risser V: Apophyse vollständig verknöchert, nicht mehr abgrenzbar[1]